# Tacinga quipa
Tacinga quipa är en kaktusväxtart som först beskrevs av Frédéric Albert Constantin Weber, och fick sitt nu gällande namn av Nigel Paul Taylor och Stuppy. Tacinga quipa ingår i släktet Tacinga och familjen kaktusväxter. Inga underarter finns listade i Catalogue of Life.